# Gradötz
Der Gradötz, auch als Gradötzkogel oder Gradetz, ist ein Berg mit einer Höhe von 3063 m ü. A. in der Granatspitzgruppe der Hohen Tauern in Österreich.

## Lage
Der Gipfel befindet sich rund 6,5 Kilometer Luftlinie nordwestlich von Kals am Großglockner in Osttirol.

## Anstieg
Der Normalanstieg ist bei schneefreien und trockenen Verhältnissen relativ einfach zu begehen. Als Stützpunkt für einen Anstieg bietet sich auch die Sudetendeutsche Hütte (2650 m ü. A.) an, von der man die Abzweigung (Wegweiser) in rund ½ Stunde erreicht.
Der locker markierte Normalanstieg zweigt etwa 400 Meter nördlich der Dürrenfeldscharte (2823 m ü. A.), in östlicher Richtung vom Sudetendeutschen Höhenweg ab (Wegweiser) und führt in ungefähr einer Stunde über Schutt- bzw. Blockhänge zum Gipfel.
Die Dürrenfeldscharte, den Beginn des Normalanstieges, erreicht man am besten von Kals/Großdorf aus, mit den zwei Sektionen des Blauspitzliftes, von der Bergstation (rund 2300 m) weiter über den Aussig-Teplitzer-Weg, das Hohe Tor und den Sudetendeutschen Höhenweg (Gehzeit ab Bergstation ungefähr 2½ Stunden).
Vom Gipfel, der kein Gipfelkreuz besitzt, kann man bei guten Wetterverhältnissen einen hervorragenden Ausblick nach Osten zum Großglockner, nach Norden zum Großen Muntanitz und nach Westen in die Venedigergruppe genießen.